# Empress Ki
Empress Ki (en hangul, 기황후; en hanja, 奇皇后; romanización revisada, Gihwanghu) también conocida en español como Emperatriz, es una serie de televisión sageuk emitida originalmente entre 2013-2014 y protagonizada por Ha Ji Won, Ju Jin Mo y Ji Chang Wook. Fue transmitida por MBC desde el 28 de octubre de 2013 hasta el 29 de abril de 2014, con una longitud de 51 episodios al aire cada miércoles y jueves a las 21:55 (KST).

## Argumento
La serie gira en torno a Emperatriz Ki / Ki Seung Nyang, una mujer nacida en Gorgeo que asciende al poder a pesar de las restricciones del sistema de clases de la era, después de casarse con el Emperador Togon Temür / Ta Hwan para convertirse en una emperatriz de la dinastía Yuan, en lugar de su primer amor Wang Yoo. Representando sus amores y ambiciones políticas mientras se debate entre las dos naciones.

## Reparto

### Personajes principales
- Ha Ji Won como Emperatriz Ki / Ki Seung Nyang.[8][9]
- Joo Jin Mo como Jung Hae
- Ji Chang Wook como  Toghon Temür / Ta Hwan.[10][11][12]
- Kim Ji-han como Tal Tal (Toqto'a).[13]
- Baek Jin Hee como Tanashiri (Danashiri).[14]

### Personajes secundarios
- Kim Seo Hyung como Madre Emperatriz Hwang (Budashiri).
- Jeon Gook Hwan como Yeon Chul (El Temür).
- Kim Jung Hyun como Tang Ki Se.
- Cha Do Jin como Ta La Hae.
- Kim Young Ho como Baek Ahn (Bayan).
- Lee Jae Yong como Wang Go.
- Kim Myung Gook como Jang Soon Yong.
- Lee Won-jong como Dok Man.
- Lee Moon-sik como el eunuco Bang Shin-woo.
- Yoon Yong Hyun como Jeom Bak.
- Jung Woong-in como Yeom Byung-soo.
- Choi Moo-sung como Park Bul Hwa.[15]
- Kwon Oh Joong como Choi Moo Song.
- Kim Hyung Bum como Jo Cham.
- Song Kyung Chul como Jeok Ho / Mak Saeng.
- Yoon Ah Jung como Yeon Hwa.
- Lee Ji Hyun como Hong Dan.
- Jo Jae-yoon como Gol-ta, eunuco.
- Yoo In Young como Yeon Bi Soo.
- Seo Yi-sook como Dama de la corte Seo.
- Cha Kwang Soo como Go Yong Bo.
- Jo Woo-jin como un soldado de Wang Go.

### Otros personajes
Apariciones especiales
- Kwon Tae Won como Rey Chungsuk.
- Ryu Hyun Kyung como Princesa Kyung Hwa.
- Shin Seung-hwan como Kwebo.[16]
- Kim Myung Soo como Ki Ja Oh.
- Han Hye Rin como Dama Park.
- Lee Eung Kyung como Dama de la corte Noh.
- Oh Kwang-rok como Heuk Soo.
- Shim Yi Young como Adivino.
- Park Hae Mi como Chaman.
- Lim Ju Eun como Bayan Khutugh.

## Recepción

### Audiencia
En Azul la audiencia más baja y en rojo la más alta, correspondientes a las empresas medidoras TNms y AGB Nielsen.
| Ep. #    | Fecha de estreno        | Share        | Share        | Share       | Share       |
| Ep. #    | Fecha de estreno        | TNmS Ratings | TNmS Ratings | AGB Nielsen | AGB Nielsen |
| Ep. #    | Fecha de estreno        | Nacional     | Seúl         | Nacional    | Seúl        |
| -------- | ----------------------- | ------------ | ------------ | ----------- | ----------- |
| 1        | 28 de octubre de 2013   | 10.1 %       | 12.3 %       | 11.1 %      | 13.3 %      |
| 2        | 29 de octubre de 2013   | 12.0 %       | 14.6 %       | 13.6 %      | 15.8 %      |
| 3        | 4 de noviembre de 2013  | 11.7 %       | 14.9 %       | 12.8 %      | 14.5 %      |
| 4        | 5 de noviembre de 2013  | 12.7 %       | 15.4 %       | 14.5 %      | 16.6 %      |
| 5        | 11 de noviembre de 2013 | 14.0 %       | 17.3 %       | 14.5 %      | 16.1 %      |
| 6        | 12 de noviembre de 2013 | 14.6 %       | 18.6 %       | 16.3 %      | 18.7 %      |
| 7        | 18 de noviembre de 2013 | 15.2 %       | 18.4 %       | 15.5 %      | 17.6 %      |
| 8        | 19 de noviembre de 2013 | 16.5 %       | 20.1 %       | 16.9 %      | 18.6 %      |
| 9        | 25 de noviembre de 2013 | 15.4 %       | 19.1 %       | 17.2 %      | 19.5 %      |
| 10       | 26 de noviembre de 2013 | 16.2 %       | 19.5 %       | 18.1 %      | 19.6 %      |
| 11       | 2 de diciembre de 2013  | 17.7 %       | 20.8 %       | 17.8 %      | 20.5 %      |
| 12       | 3 de diciembre de 2013  | 18.4 %       | 21.7 %       | 19.0 %      | 21.0 %      |
| 13       | 9 de diciembre de 2013  | 19.1 %       | 23.6 %       | 20.2 %      | 23.5 %      |
| 14       | 10 de diciembre de 2013 | 18.4 %       | 23.3 %       | 19.5 %      | 21.9 %      |
| 15       | 16 de diciembre de 2013 | 17.7 %       | 21.7 %       | 18.8 %      | 21.5 %      |
| 16       | 17 de diciembre de 2013 | 18.1 %       | 21.9 %       | 18.8 %      | 21.4 %      |
| 17       | 23 de diciembre de 2013 | 17.3 %       | 20.5 %       | 17.3 %      | 20.1 %      |
| 18       | 24 de diciembre de 2013 | 17.3 %       | 20.5 %       | 17.5 %      | 19.9 %      |
| 19       | 6 de enero de 2014      | 17.0 %       | 21.8 %       | 17.9 %      | 20.4 %      |
| 20       | 7 de enero de 2014      | 18.5 %       | 23.8 %       | 19.1 %      | 21.3 %      |
| 21       | 13 de enero de 2014     | 18.2 %       | 23.7 %       | 19.6 %      | 22.9 %      |
| 22       | 14 de enero de 2014     | 19.0 %       | 23.9 %       | 20.3 %      | 22.1 %      |
| 23       | 20 de enero de 2014     | 19.5 %       | 23.6 %       | 20.8 %      | 23.6 %      |
| 24       | 21 de enero de 2014     | 20.7 %       | 24.7 %       | 22.6 %      | 26.2 %      |
| 25       | 27 de enero de 2014     | 21.4 %       | 27.0 %       | 22.8 %      | 26.8 %      |
| 26       | 28 de enero de 2014     | 22.0 %       | 26.3 %       | 24.9 %      | 28.6 %      |
| 27       | 3 de febrero de 2014    | 24.2 %       | 29.8 %       | 23.9 %      | 27.7 %      |
| 28       | 4 de febrero de 2014    | 24.0 %       | 29.3 %       | 25.3 %      | 29.1 %      |
| 29       | 10 de febrero de 2014   | 20.8 %       | 25.3 %       | 22.7 %      | 25.3 %      |
| 30       | 17 de febrero de 2014   | 25.3 %       | 30.9 %       | 26.5 %      | 29.9 %      |
| 31       | 18 de febrero de 2014   | 25.6 %       | 30.9 %       | 26.6 %      | 29.4 %      |
| 32       | 24 de febrero de 2014   | 24.4 %       | 31.0 %       | 25.3 %      | 28.8 %      |
| 33       | 25 de febrero de 2014   | 27.9 %       | 33.6 %       | 28.6 %      | 31.3 %      |
| 34       | 3 de marzo de 2014      | 26.1 %       | 32.4 %       | 26.2 %      | 29.7 %      |
| 35       | 4 de marzo de 2014      | 26.5 %       | 32.3 %       | 28.3 %      | 31.4 %      |
| 36       | 10 de marzo de 2014     | 26.0 %       | 31.4 %       | 29.2 %      | 30.8 %      |
| 37       | 11 de marzo de 2014     | 27.1 %       | 32.4 %       | 29.2 %      | 32.4 %      |
| 38       | 17 de marzo de 2014     | 25.6 %       | 30.7 %       | 27.7 %      | 31.3 %      |
| 39       | 18 de marzo de 2014     | 25.0 %       | 29.3 %       | 26.5 %      | 29.7 %      |
| 40       | 24 de marzo de 2014     | 22.4 %       | 27.5 %       | 24.4 %      | 27.9 %      |
| 41       | 25 de marzo de 2014     | 24.0 %       | 29.8 %       | 26.0 %      | 28.8 %      |
| 42       | 31 de marzo de 2014     | 23.5 %       | 27.2 %       | 25.0 %      | 28.8 %      |
| 43       | 1 de abril de 2014      | 24.1 %       | 27.4 %       | 25.0 %      | 27.9 %      |
| 44       | 7 de abril de 2014      | 23.9 %       | 27.8 %       | 24.3 %      | 27.2 %      |
| 45       | 8 de abril de 2014      | 23.5 %       | 28.7 %       | 25.5 %      | 28.7 %      |
| 46       | 14 de abril de 2014     | 23.9 %       | 28.0 %       | 25.3 %      | 28.3 %      |
| 47       | 15 de abril de 2014     | 23.8 %       | 28.9 %       | 26.1 %      | 28.8 %      |
| 48       | 21 de abril de 2014     | 22.7 %       | 25.6 %       | 22.9 %      | 24.9 %      |
| 49       | 22 de abril de 2014     | 23.9 %       | 27.2 %       | 26.6 %      | 29.4 %      |
| 50       | 28 de abril de 2014     | 25.7 %       | 30.6 %       | 26.2 %      | 28.7 %      |
| 51       | 29 de abril de 2014     | 28.3 %       | 33.9 %       | 28.7 %      | 31.7 %      |
| Promedio | Promedio                | 20.72 %      | 25.12 %      | 21.90 %     | 24.70 %     |

## Banda sonora
La banda sonora fue lanzada bajo el sello Loen Entertainment el 18 de marzo de 2014 e incluyó canciones de artistas como 4men, Soyou de Sistar, Ji Chang Wook que también actúa en esta serie, y Zia.
| Track listing |                                             |               |          |  |
| N.º           | Título                                      | Artista       | Duración |  |
| 1.            | «기황후 - Empress Ki» (Títulos de abertura) | Kim Jang Woo  | 3:23     |  |
| 2.            | «가시사랑» (Thorn Love)                     | 4men          | 3:33     |  |
| 3.            | «사랑 바람» (Love Wind)                     | Wax           | 3:08     |  |
| 4.            | «한번만» (Just Once)                        | Soyou         | 4:10     |  |
| 5.            | «바람결» (Wind)                             | Park Wan Kyu  | 3:29     |  |
| 6.            | «The Day»                                   | Zia           | 3:31     |  |
| 7.            | «나비에게» (To Butterfly)                   | Ji Chang Wook | 4:06     |  |
| 8.            | «기황후» (Empress Ki)                       | Kim Jang Woo  | 5:17     |  |
| 9.            | «Destiny»                                   | Kim Jang Woo  | 5:30     |  |
| 10.           | «Flower Blossom»                            | Kim Jang Woo  | 5:35     |  |
| 11.           | «The Greatest Day»                          | Kim Jang Woo  | 2:42     |  |
| 12.           | «Horse Riding»                              | Kim Jang Woo  | 1:31     |  |
| 13.           | «Fate»                                      | Kim Jang Woo  | 4:47     |  |
| 14.           | «Heros»                                     | Kim Jang Woo  | 2:09     |  |
| 15.           | «Princess»                                  | Kim Jang Woo  | 2:57     |  |
| 16.           | «Emperor»                                   | Kim Jang Woo  | 2:20     |  |

## Premios y nominaciones
| Año  | Premio                               | Categoría                                                            | Nominado                         | Resultado |
| ---- | ------------------------------------ | -------------------------------------------------------------------- | -------------------------------- | --------- |
| 2013 | MBC Drama Awards                     | Gran Premio (Daesang)                                                | Ha Ji Won                        | Ganadora  |
| 2013 | MBC Drama Awards                     | Drama del año                                                        | Empress Ki                       | Nominados |
| 2013 | MBC Drama Awards                     | Premio a la alta excelencia, actor en un proyecto de drama especial  | Ju Jin Mo                        | Ganador   |
| 2013 | MBC Drama Awards                     | Premio a la alta excelencia, actriz en un proyecto de drama especial | Ha Ji Won                        | Ganadora  |
| 2013 | MBC Drama Awards                     | Premio a la excelencia, actor en un proyecto de drama especial       | Ji Chang Wook                    | Ganador   |
| 2013 | MBC Drama Awards                     | Mejor nueva actriz                                                   | Baek Jin Hee                     | Ganadora  |
| 2013 | MBC Drama Awards                     | Escritor del año                                                     | Jang Young Chul, Jung Kyung Soon | Ganadores |
| 2013 | MBC Drama Awards                     | Premio PD                                                            | Ha Ji Won                        | Ganadora  |
| 2013 | MBC Drama Awards                     | Premio a la popularidad, actriz                                      | Ha Ji Won                        | Ganadora  |
| 2014 | 50th Baeksang Arts Awards            | Mejor nueva actriz (televisión)                                      | Baek Jin Hee                     | Ganadora  |
| 2014 | 50th Baeksang Arts Awards            | Actor más popular (televisión)                                       | Ji Chang Wook                    | Nominada  |
| 2014 | 50th Baeksang Arts Awards            | Actriz más popular (televisión)                                      | Ha Ji Won                        | Nominada  |
| 2014 | 9th Seoul International Drama Awards | Mejor serie dramática (Premio Golden Bird)                           | Empress Ki                       | Ganadores |
| 2014 | 9th Seoul International Drama Awards | Mejor drama coreano                                                  | Empress Ki                       | Nominados |
| 2014 | 9th Seoul International Drama Awards | Mejor actor coreano                                                  | Ji Chang Wook                    | Nominada  |
| 2014 | 9th Seoul International Drama Awards | Mejor actriz coreana                                                 | Ha Ji Won                        | Nominada  |
| 2014 | 9th Seoul International Drama Awards | Mejor canción de un drama coreano                                    | «Thorn Love» - 4Men              | Nominada  |
| 2014 | 9th Seoul International Drama Awards | Mejor canción de un drama coreano                                    | «Just Once» - Soyou              | Nominada  |
| 2014 | 7th Korea Drama Awards               | Gran premio (Daesang)                                                | Ha Ji Won                        | Nominada  |
| 2014 | 7th Korea Drama Awards               | Mejor drama                                                          | Empress Ki                       | Nominados |
| 2014 | 7th Korea Drama Awards               | Mejor director de producción                                         | Han Hee, Lee Sung Joon           | Nominados |
| 2014 | 7th Korea Drama Awards               | Premio a la alta excelencia, actor                                   | Ji Chang Wook                    | Nominado  |
| 2014 | 7th Korea Drama Awards               | Premio a la excelencia, actriz                                       | Baek Jin Hee                     | Nominada  |
| 2014 | 3rd APAN Star Awards                 | Premio a la alta excelencia, actor en una serie dramática            | Ju Jin Mo                        | Nominado  |
| 2014 | 3rd APAN Star Awards                 | Premio a la alta excelencia, actriz en una serie dramática           | Ha Ji Won                        | Nominada  |
| 2014 | 3rd APAN Star Awards                 | Premio a la excelencia, actor en una serie dramática                 | Ji Chang Wook                    | Nominado  |
| 2014 | 3rd APAN Star Awards                 | Mejor actriz de reparto                                              | Baek Jin Hee                     | Nominada  |
| 2014 | 3rd APAN Star Awards                 | Mejor actriz de reparto                                              | Yoon Ah Jung                     | Nominada  |

## Emisión internacional
- Armenia: Yerkir Media (2016).
- Canadá: Fairchild TV.[22]
- China: Zhejiang TV.
- Costa Rica: Canal 13.
- Ecuador: Oromar Televisión.
- El Salvador: Tv de impacto Usulután (2022).
- Filipinas: GMA Network (2014, 2015) y GMA News TV (2016).[23]
- Georgia: PalitraTV.
- Hong Kong: Drama Channel y TVB Jade.
- Indonesia: Trans7 (2015).
- Japón: Eigeki (2014) y NHK BS Premium (2014).[24]
- Kazajistán: Astana TV.
- Kurdistán: Kurdstat HD TV.
- Malasia: 8TV (2014).
- Panamá: SERTV.
- Perú: Panamericana Televisión, Willax Televisión (2020).
- Polonia: TVP2 (2015-2016).
- Rumanía: Euforia TV.
- Singapur: VV Drama (2015-2016).
- Sri Lanka: Rupavahini (2016).
- Tailandia: Channel 3 (2016).
- Taiwán: ETTV, Eastern Television y CTS.
- Vietnam: VTV3 (2014)